# دیوردی اورت
دیوردی اورت (مجاری: György Orth; ۳۰ آوریل ۱۹۰۱ – ۱۱ ژانویهٔ ۱۹۶۲) بازیکن و مربی فوتبال اهل مجارستان بود.
از باشگاه‌هایی که در آن بازی کرده‌است می‌توان به باشگاه فوتبال المپیک مارسی، باشگاه ورزشی واشاش، باشگاه فوتبال ام‌تی‌کی بوداپست، باشگاه فوتبال نورنبرگ، باشگاه فوتبال پیزا، و باشگاه فوتبال فرست وینا اشاره کرد.
وی همچنین در تیم ملی فوتبال مجارستان بازی کرده‌است.